# Бадалона Пумпеу Фабра (станция метро, Барселона)
Бадалона Пумпеу Фабра (кат. Badalona Pompeu Fabra) — конечная станция Барселонского метрополитена, расположенная на линии 2. Открытие станции состоялось 30 июля 2010 года в ходе продления линии 2 на север на один перегон от станции «Пеп Вентура». Станция находится в районе Сентре города Бадалона.

## История
Строительство станции началось в октябре 2005 года, и изначально станция должна была открыться во второй половине 2007 года под названием «Бадалона Сентре» (кат. Badalona Centre). Однако строительство было заторможено сначала по причине проблем с контролируемым сносом в районе строительства станции, затем — обнаружением там же руин времён Римской империи, которые требовалось безопасно извлечь с места строительства для продолжения работ; а впоследствии, в связи с тем, что тоннель был построен с неправильным уклоном, тоннель между «Пеп Вентура» и «Бадалона Пумпеу Фабра» пришлось строить заново открытым способом. Все эти причины в итоге привели к задержке открытия станции почти на 3 года от изначального срока.
Помимо этого, в 2010 году проживающие вблизи строившейся станции жители выдвинули требование переименовать площадь, под которой располагалась станция, в честь каталонского лингвиста Пумпеу Фабры, прожившего в Бадалоне около 30 лет; а вместе с площадью — и саму станцию. Требование было удовлетворено мэрией, и площадь вместе со станцией получили свои нынешние наименования.

## Общие характеристики

### Платформа
Станция имеет одну островную платформу длиной 100 метров и шириной в 9,26 метров, и 3 станционных пути. Один из них является служебным, и служит для отстоя поездов в любое время суток.
Поезда отправляются со станции с обоих пассажирских путей, так как оборотные тупики за станцией отсутствуют, а для оборота поездов используется перекрёстный съезд, расположенный за платформой станции по направлению в сторону станции «Пеп Вентура».
Глубина заложении станции — 21 метр над уровнем моря.

### Вестибюли
Станция имеет два вестибюля, один ведёт на улицу де-ла-Креу (кат. Carrer de la Creu), второй — на проспект Марти-и-Пужоль (кат. Avinguda Martí i Pujol).
К площади Пумпеу Фабра ведут оба выхода.

## Перспективы
В дальнейшем станция может стать пересадочной на одноимённую станцию линии 1, продление которой до Бадалоны запланировано к строительству после 2020 года.
Также, без конкретной даты, от данной станции может начаться строительство линии 13, которая, в случае реализации проекта, пройдёт дальше, на север Бадалоны, до госпиталя Кан Рути (кат. Can Ruti). Предполагается, что это будет линия лёгкого метро, наподобие линии 11.

## Галерея
- Лифт, вид с улицы
- Эскалаторы
- Турникеты
- Первый вестибюль
- Второй вестибюль